# Aldo Altomare
Aldo Altomare, född 24 augusti 1923 i Bari, Italien, död 16 juli 2003 i Sankt Mikaels församling, Stockholms län, var en svensk-italiensk professor och målare. 
Aldo Altomare studerade konst vid Accademia Brera i Milano och anställdes senare som lärare vid Collegio Nazinale i Milano. Han genomförde sin första separatutställning i Sverige 1959, då det italienska utrikesministeriet genomförde en utställning av hans verk. Han blev svensk medborgare 1967 och utförde i Sverige en större målning till Skå kyrka. Han finns representerad på museer i Rom, Milano och Florens.